# Šaleta Kordić
Šaleta Kordić (in serbo Шалета Кордић?; Cattaro, 19 aprile 1993) è un calciatore montenegrino, attaccante dell'Arsenal Tivat.

## Carriera

### Club
Ha giocato nella prima divisione serba ed in quella montenegrina; nel corso degli anni ha inoltre giocato anche 6 partite nei turni preliminari delle competizioni UEFA per club (2 in quelli di Champions League e 4 in quelli di Europa League).

### Nazionale
Dopo aver fatto parte delle rose delle nazionali montenegrine Under-17 ed Under-19, il 7 ottobre 2020 ha esordito in nazionale maggiore giocando da titolare la partita amichevole pareggiata per 1-1 in casa contro la Lettonia.

## Statistiche

### Cronologia presenze e reti in nazionale
| Cronologia completa delle presenze e delle reti in nazionale ― Montenegro | Cronologia completa delle presenze e delle reti in nazionale ― Montenegro | Cronologia completa delle presenze e delle reti in nazionale ― Montenegro | Cronologia completa delle presenze e delle reti in nazionale ― Montenegro | Cronologia completa delle presenze e delle reti in nazionale ― Montenegro | Cronologia completa delle presenze e delle reti in nazionale ― Montenegro | Cronologia completa delle presenze e delle reti in nazionale ― Montenegro | Cronologia completa delle presenze e delle reti in nazionale ― Montenegro |
| Data                                                                      | Città                                                                     | In casa                                                                   | Risultato                                                                 | Ospiti                                                                    | Competizione                                                              | Reti                                                                      | Note                                                                      |
| ------------------------------------------------------------------------- | ------------------------------------------------------------------------- | ------------------------------------------------------------------------- | ------------------------------------------------------------------------- | ------------------------------------------------------------------------- | ------------------------------------------------------------------------- | ------------------------------------------------------------------------- | ------------------------------------------------------------------------- |
| 7-10-2020                                                                 | Podgorica                                                                 | Montenegro                                                                | 1 – 1                                                                     | Lettonia                                                                  | Amichevole                                                                | -                                                                         | 72’                                                                       |
| Totale                                                                    |                                                                           | Presenze                                                                  | 1                                                                         |                                                                           | Reti                                                                      | 0                                                                         |                                                                           |

## Palmarès

### Club

#### Competizioni nazionali
- Campionato montenegrino: 2

Sutjeska: 2017-2018, 2018-2019